# 狂金蛛
狂金蛛（学名：Argiope manicata）为园蛛科金蛛属的动物。在中国大陆，分布于香港等地。